# 郡山市立河内小学校
郡山市立河内小学校（こおりやましりつ こうずしょうがっこう）は、福島県郡山市逢瀬町河内にある公立の小学校。

## 沿革
- 1874年 - 善昌寺にて開校
- 1881年 - 現在地に移転
- 1887年 - 片平小学校と合併し、河内分校となる
- 1890年 - 片平小学校から分離し、河内小学校となり、円福寺にて夏出分校を開校
- 1936年 - 河内尋常小学校に改称
- 1941年 - 国民学校令により、河内国民学校に改称
- 1947年 - 学制改革により、河内村立河内小学校に改称
- 1955年 - 町村合併により、逢瀬村立河内小学校に改称
- 1965年 - 町村合併により、郡山市立河内小学校に改称
- 1974年 - 創立100周年記念式典及び記念事業を実施
- 1992年 - 分校校舎の移転増改築及び屋内運動場新築工事、落成
- 2006年 - 夏出分校が休校、6年後の2010年に閉校
- 2011年 - 東日本大震災に伴い、川内村立川内小学校が移設され、川内小学校郡山校を併設
- 2012年 - 川内小学校郡山校が帰村
- 2013年 - 東日本大震災に伴う校庭表土除去作業
- 2024年 - 創立150周年記念事業を実施
- 2025年度 - 閉校（予定）[1]

参照 - 

## 通学学区
出典
- 逢瀬町河内 （字熊越、字申久保、字西長倉、字下坪、字汁谷、字小萱及び字中山を除く。）
- 逢瀬町夏出

## 周辺
- 逢瀬行政センター河内連絡所
- 河内ふれあいセンター
- 逢瀬公園
- 逢瀬川

## 主な進学先中学校
- 郡山市立逢瀬中学校